# Assedio delle Ruthven Barracks (1746)
Il secondo assedio di Ruthven Barracks ebbe luogo tra il 10 e 11 febbraio 1746 e fu parte della seconda insurrezione giacobita. 
Nell'agosto 1745 i giacobiti avevano assediato senza successo la caserma venendo respinti da un piccolo gruppo di soldati governativi. Tuttavia i giacobiti tornarono nel febbraio 1746 questa volta muniti di cannoni, e di conseguenza la guarnigione governativa si arrese. Dopo la resa dei governativi, i giacobiti bruciarono Ruthven Barracks, anche se il danno fu lieve visto che in seguito furono ancora in uso.

## Rotta di Moy
Il 16 febbraio 1746 Carlo Edoardo Stuart trascorse la notte a Moy Hall. Per evitare che le truppe di Inverness scendessero di sorpresa nella tenuta durante la notte, Lady Anne Furquharson-MacKintosh inviò Donald Fraser, il fabbro ed altri quattro uomini a sorvegliare la strada da Inverness. Durante la notte diverse centinaia di truppe hanoveriane furono rivelate in marcia lungo la strada. I difensori del clan MacKintosh iniziarono a battere le loro spade sulle rocce, saltando da un posto all'altro e urlando grida di guerra dei vari clan. Pensando di subire una imboscata, le truppe britanniche si ritirarono lasciando Inverness indifesa per essere cattura dal principe il giorno successivo. Ci fu una sola vittima di questo scontro, il pifferaio della truppa hanoveriana, forse un membro della storica famiglia MacCrimmon, suonatori di cornamusa.